# ویستن، مرزیساید
latitudeویستن، مرزیسایدlongitudeویستن، مرزیساید
ویستن، مرزیساید (به انگلیسی: Whiston, Merseyside) یک روستا، شهرک و بلوک شهری در بریتانیا است که در Metropolitan Borough of Knowsley واقع شده‌است.

## خصوصیات
ویستن ۱۳٬۶۲۹ نفر جمعیت دارد.